# Taklökssläktet
Taklökssläktet (Sempervivum) är ett släkte inom familjen fetbladsväxter. Det finns omkring 40 arter taklökar och de är samtliga fleråriga och städsegröna. Bladen sitter i täta rosetter. Mitt i rosetten skjuter en stängel upp där blomman slår ut överst. Blomfärgen är röd, rosa, vit eller gul.
Taklökssläktets arter kommer ursprungligen från bergsområden i södra Europa och västra Asien. Eftersom de kan lagra vatten i bladen klarar de soliga och torra växtplatser. Taklökarna är dock bland de mest frosttåliga suckulenter som finns.
Det vetenskapliga släktnamnet Sempervivum kommer från två latinska ord; semper ("alltid") och vivum ("levande").

## Dottertaxa till Taklökar, i alfabetisk ordning[1]
- Sempervivum altum
- Sempervivum annae
- Sempervivum arachnoideum
- Sempervivum armenum
- Sempervivum artvinense
- Sempervivum atlanticum
- Sempervivum atropatanum
- Sempervivum barbulatum
- Sempervivum borissovae
- Sempervivum brevipetalum
- Sempervivum brevipilum
- Sempervivum calcareum
- Sempervivum cantabricum
- Sempervivum caucasicum
- Sempervivum charadzeae
- Sempervivum christii
- Sempervivum ciliosum
- Sempervivum comollii
- Sempervivum davisii
- Sempervivum dolomiticum
- Sempervivum dzhavachischvilii
- Sempervivum ekimii
- Sempervivum ermanicum
- Sempervivum fauconnettii
- Sempervivum feigeanum
- Sempervivum fimbriatum
- Sempervivum gillianii
- Sempervivum giuseppii
- Sempervivum glabrifolium
- Sempervivum globiferum
- Sempervivum grandiflorum
- Sempervivum hayekii
- Sempervivum herfriedianum
- Sempervivum heuffelii
- Sempervivum ingwersenii
- Sempervivum iranicum
- Sempervivum ispartae
- Sempervivum kosaninii
- Sempervivum leucanthum
- Sempervivum luisae
- Sempervivum marmoreum
- Sempervivum minus
- Sempervivum minutum
- Sempervivum montanum
- Sempervivum morellianum
- Sempervivum nixonii
- Sempervivum ossetiense
- Sempervivum pisidicum
- Sempervivum pittonii
- Sempervivum pumilum
- Sempervivum riccii
- Sempervivum rupicola
- Sempervivum ruthenicum
- Sempervivum sosnowskyi
- Sempervivum staintonii
- Sempervivum stenopetalum
- Sempervivum tectorum
- Sempervivum thompsonianum
- Sempervivum transcaucasicum
- Sempervivum vaccarii
- Sempervivum versicolor
- Sempervivum wulfenii
- Sempervivum zeleborii